# 北川製菓
株式会社北川製菓（きたがわせいか）は、長野県駒ヶ根市に本社を置く日本の菓子製造業者。製品の主たる製造機能は長野県上伊那郡宮田村にある駒ヶ岳工場が担っており、駒ヶ岳工場敷地内には同社製品の直売店であるル・ノール・リヴィエールがある。企業スローガンは「おやつ&スイーツのソリューション企業」。

## 概説
1957年（昭和32年）に設立された、ドーナツや焼菓子等を製造しているメーカーである。コーポレートカラーはレッドが用いられている。本社最寄駅は東海旅客鉄道（JR東海）飯田線の伊那福岡駅。

## 特色
ドーナツや焼菓子の製造、販売を基幹とする。信州牧場のドーナツは同社の基幹商品。次に冷凍ドーナツは同社の製造・冷凍加工技術を活かした同社の売れ筋商品である。また近年ではイタリアの郷土料理ゼッポリーネを始めとした菓子以外の食品の製造・販売も行っている。

## 主な製品
※現在発売中の製品全てについては商品カタログを参照のこと。

### ドーナツ

#### レギュラーサイズ
- 信州牧場のドーナツ
  - 同社の基幹商品。季節限定商品としてチョコをかけた商品がある。
- ミルクポンデドーナツ
  - 季節限定商品としてチョコをかけた商品がある。
- オールドファッションチョコがけ ※季節限定商品
- 砂糖をかけない朝食ドーナツ ※一部マーケット限定販売商品

#### ミニサイズ
- かすてらドーナツ
- ザクナッツ
- 発酵バタードーナツ

### あんドーナツ
- 信州牧場のあんドーナツ
- 信州牧場の塩あんドーナツ

### 焼菓子
- 信州牛乳マドレーヌ
  - 濃厚ミルク味、チーズケーキ味をラインナップ。
- 全粒粉香るふんわリング
- ついつい食べちゃうメロンパン
  - 季節限定商品としてチョコチップ味が存在。
- 王様のたまごパン
- 北川製菓のミルメークたまごパン コーヒー味
  - 大島食品工業のミルメークを使用。
- バウムクーヘン ※一部マーケット限定販売商品
- 朝食ソフトケーキ ※一部マーケット限定販売商品
- ぷちたまごパン ※一部マーケット限定販売商品

### キャラクター商品

#### ぐでたまシリーズ
サンリオキャラクターのぐでたまをモチーフにした商品。
- ぐでたまのたまごパン
- ぐでたまのとろけちゃうクリームパン

### 美容・健康

#### 低糖質シリーズ
糖質をカットした健康志向商品。
- 我慢しなくていいあんドーナツ
- 糖質を抑えたドーナツ
  - バニラ味とココア味をラインナップ。 ※一部マーケット限定販売商品

### 冷凍食品（菓子）

#### 冷凍ドーナツシリーズ
専門店の本格的なドーナツの味と食感を、いつでもどこでも簡単に喫食できる事を目標とし開発されたドーナツ。全6種類のバリエーションがある。
- オールドファッション チョコ
- オールドファッション いちごチョコ
- ポンデドーナツ チョコ
- ポンデドーナツ ホワイトグレーズ
- ポンデドーナツ いちご
- ポンデドーナツ きなこチョコ

#### その他
- アイスドーナツ
  - 焼ドーナツにムースを乗せて凍らせたスイーツ。10種類以上のバリエーションが存在する。
- 幻のクレームブリュレ

### 冷凍食品（その他）

#### ゼッポリーネシリーズ
本場イタリアの味を特別な調理器具不要で簡単に喫食できる事を目標とし開発された商品。
- ゼッポリーネ あおさ
- ゼッポリーネ チーズ

## 沿革
- 1957年（昭和32年）9月：長野県駒ヶ根市赤穂15748番地にて飴の製造開始
- 1958年（昭和33年）5月：澱粉煎餅の製造開始
- 1959年（昭和34年）6月：かすてらドーナツ製造開始
- 1965年（昭和40年）8月：かすてらドーナツ製造ライン新設
- 1974年（昭和49年）10月：長野県駒ヶ根市赤穂15748番地に工場新設
- 1977年（昭和52年）7月：有限会社北川製菓として法人登記
- 1979年（昭和54年）7月：かすてらドーナツ製造ライン増設
- 1983年（昭和58年）7月：ドーナツファミリー製造開始
- 1985年（昭和60年）8月：長野県駒ヶ根市赤穂14ｰ329番地に工場新設、あんドーナツ製造ライン、ドーナツファミリー製造ライン、打ち菓子製造ライン新設
- 1987年（昭和62年）8月：焼き菓子製造ライン新設
- 1996年（平成8年）4月：蒸し饅頭製造開始
- 1997年（平成9年）8月：資本金1000万円に増資、株式会社に組織変更
- 2001年（平成13年）8月：本社工場、事務所増築
- 2004年（平成16年）8月：焼き菓子ライン増設
- 2007年（平成19年）1月：資本金3000万円に増資
- 2007年（平成19年）9月：駒ヶ岳工場新設 HACCPシステム導入
- 2008年（平成20年）2月：10個信州牧場のドーナツが2007年ふるさと小包ランキング総合2位
- 2008年（平成20年）5月：ドゥスールカスタードが全国菓子大博覧会で名誉総裁賞受賞
- 2009年（平成21年）3月：駒ヶ岳工場にアウトレット直売コーナー開設
- 2009年（平成21年）9月：駒ヶ岳工場、倉庫増築
- 2010年（平成22年）8月：直営店「ル・ノール・リヴィエール」開店
- 2013年（平成25年）5月：10個巾着牧場のドーナツが全国菓子大博覧会で名誉総裁賞受賞
- 2015年（平成27年）：駒ヶ岳第2工場増設、冷凍ドーナツの生産開始
- 2018年（平成30年）：世界初の新機構によるカップ供給機を設置カップケーキ生産開始
- 2019年（平成31年）：イタリア料理の前菜「ゼッポリーネ」の量産技術を確立、外食産業への新しいチャネルを開拓
- 2019年（令和元年）7月：駒ヶ岳工場、国際認証規格「FSSC22000」を取得
- 2020年（令和2年）：6月6日を「北川製菓ドーナツの日」として記念日登録

## 製造拠点
- 本社工場（長野県駒ヶ根市）
- 駒ヶ岳工場（長野県上伊那郡宮田村）
- ル・ノール・リヴィエール（長野県上伊那郡宮田村）※駒ヶ岳工場敷地内

## 販売拠点
- ル・ノール・リヴィエール（長野県上伊那郡宮田村）※駒ヶ岳工場敷地内

## 広告宣伝

### キャラクター
- きたがわくんK（仮）
  - 同社のSNS上で行われたキャラクター総選挙で選ばれた同社SNSマスコットキャラクター。同社Youtubeチャンネルでは商品解説を担当している。彼にまつわる計30の秘密があるとされるが、その多くは謎に包まれている。
- ビル・クリフォード
  - 同社冷凍ドーナツイメージキャラクター。元アメリカ兵士。終戦後ユウコ・ヒロカワと結婚し米国へ帰国した。国境や憎しみを越えた2人が作るドーナツは現地の人々に感銘を与え戦争で傷ついた多くの人々の心を癒した。口癖はWe'll cook it, you'll eat it（たくさん食べて行け）※架空の人物
- ユウコ・ヒロカワ・クリフォード ※架空の人物
- メロリーヌ・フラノ ※同社ついつい食べちゃうメロンパンキャラクター